# Schouderkruisspin
De schouderkruisspin of roodbruine wielwebspin (Araneus angulatus) is een spin uit de familie der wielwebspinnen (Araneidae). De wetenschappelijke naam van de soort werd in 1758 gepubliceerd door Carl Alexander Clerck. Araneus angulatus is de typesoort van het geslacht Araneus, en daarmee van de hele familie Araneidae.
Ze komen voor in een groot deel van het Palearctisch gebied.
De mannetjes worden tot 10 mm lang, de vrouwtjes 15 tot 18 mm. De bruingrijze spin heeft aan de bovenkant van het achterlijf twee bulten. Hiertussen zit een kleine witte stip. De zeer doornige poten zijn grijs met bruin.
De schouderkruisspin heeft een voorkeur voor open bossen. Het web is vaak te vinden in naaldbossen. Door middel van de ongewoon lange signaaldraad is het web van dat van elke andere soort te onderscheiden.